# Nastasia Staniszewska
 (juillet 2023).
 (juillet 2023).
 (juillet 2023).
La mise en forme du texte ne suit pas les recommandations de Wikipédia : il faut le « wikifier ».
Les points d'amélioration suivants sont les cas les plus fréquents. Le détail des points à revoir est peut-être précisé sur la page de discussion.
- Les titres sont pré-formatés par le logiciel. Ils ne sont ni en capitales, ni en gras.
- Le texte ne doit pas être écrit en capitales (les noms de famille non plus), ni en gras, ni en italique, ni en « petit »…
- Le gras n'est utilisé que pour surligner le titre de l'article dans l'introduction, une seule fois.
- L'italique est rarement utilisé : mots en langue étrangère, titres d'œuvres, noms de bateaux, etc.
- Les citations ne sont pas en italique mais en corps de texte normal. Elles sont entourées par des guillemets français : « et ».
- Les listes à puces sont à éviter, des paragraphes rédigés étant largement préférés. Les tableaux sont à réserver à la présentation de données structurées (résultats, etc.).
- Les appels de note de bas de page (petits chiffres en exposant, introduits par l'outil «  Source ») sont à placer entre la fin de phrase et le point final[comme ça].
- Les liens internes (vers d'autres articles de Wikipédia) sont à choisir avec parcimonie. Créez des liens vers des articles approfondissant le sujet. Les termes génériques sans rapport avec le sujet sont à éviter, ainsi que les répétitions de liens vers un même terme.
- Les liens externes sont à placer uniquement dans une section « Liens externes », à la fin de l'article. Ces liens sont à choisir avec parcimonie suivant les règles définies. Si un lien sert de source à l'article, son insertion dans le texte est à faire par les notes de bas de page.
- La présentation des références doit suivre les conventions bibliographiques. Il est recommandé d'utiliser les modèles {{Ouvrage}}, {{Chapitre}}, {{Article}}, {{Lien web}} et/ou {{Bibliographie}}. Le mode d'édition visuel peut mettre en forme automatiquement les références.
- Insérer une infobox (cadre d'informations à droite) n'est pas obligatoire pour parachever la mise en page.

Pour une aide détaillée, merci de consulter Aide:Wikification.
Si vous pensez que ces points ont été résolus, vous pouvez retirer ce bandeau et améliorer la mise en forme d'un autre article.

## Biographie
Nastazja Staniszewska est une artiste polonaise, née le 10 février 1996 à Wrocław. 
Sa famille est originaire de Wałcz. Ses parents travaillent dans l'industrie textile et collaborent avec l'Italie et la Chine. 
Sa jeune sœur, Maria Wiktoria Staniszewska, est danseuse.

## Carrière
Nastazja Staniszewska a fréquenté le Liceum Ogólnokształcące nr VII im. Krzysztofa Kamila Baczyńskiego à Wrocław. Elle est diplômée en 2021 de la section de peinture,, et de l'éducation artistique à l'Académie des Beaux-Arts Jan Matejko à Cracovie en 2022,,. Elle a obtenu son doctorat en peinture à l'Académie des Beaux-Arts Eugeniusz Geppert à Wrocław en 2023,, . 
Elle est la fondatrice du groupe Młodość (Jeunesse), qui soutient le mouvement body positive en se basant sur des photos audacieuses et nues des membres du groupe artistique,.
En 2018, Staniszewska a publié un recueil de poésie intitulé Refleksja (Réflexion), dans lequel elle se concentre principalement sur les aspects négatifs de l'existence humaine,,,,. Ses œuvresse trouvent dans des collections privées en Pologne et à l'étranger,,, par exemple à Wrocław, Cracovie, Varsovie, Berlin, Londres, Rome et Venise.
L'artiste a été victime d'un accident de la route qui l'a laissée avec des douleurs permanentes . De plus, elle a lutté contre la dépression et les troubles anxieux pendant quelques années. Elle a choisi d'inverser l'ordre de ses prénoms et de mettre en avant le prénom Nastazja, dont l'origine grecque renvoie au terme « résurrection » et « régénération » et s'est intéressée à la guérison par l'art.

## Expositions
- 2018 -  200 lat Akademii. 100 lat! Akademii Kobiet à l'Académie des Beaux-Arts de Cracovie [9]
- 2019 -  Traces - Wyrazić niewyrażalne à la Galerie de la Politechnika Krakowska Kotłownia [10]
- 2021 - Ses peintures sont exposées en permanence à la Galerie ArtBay (Hergon) à Cracovie[11]
- 2021 - Exposition en ligne de dessins des cycles Cielesność (Corporalité) et Przestrzeń ciała (Espace du corps) à la Galerie Drugie Piętro à l'Académie des Beaux-Arts Jan Matejko de Cracovie[12]
- 2021 - organisatrice, coordinatrice et commissaire de l'exposition de peinture Dysonanse , de l'exposition internationale de dessins Rozgłosy à la Galerie ArtBay (Hergon) à Cracovie [13],[14]
- 2021 - organisatrice, coordinatrice et commissaire de l'exposition  Body space au Laboratorium Scena à Cracovie[15]
- 2021 - exposition de son travail artistique intitulée Przestrzeń ciała à Wrocław[16]
- 2021-2022 - Autoportret , Flora Botanica  et Drawning power à la Galerie Drugie Piętro à Cracovie[17],[18]

- 2022 - Wspieramy Ukrainę sur la guerre russo-ukrainienne et vente aux enchères caritative en faveur de l'aide aux personnes d'Ukraine, à la Galerie Exit à Wrocław[19]
- 2022 - Centre Culturel de Podgórze à Cracovie :  MMM - Moje III muzy
- 2022 - participation à la Triennale du Dessin Wrocław 2022 dans le projet O kolorze zielonym i perukach, inspiré du film de Peter Greenaway Kontrakt rysownika
- 2022 - Jestem Artystką, organisée par le festival Krakers Art Week à Cracovie à la Galerie ArtBay[20]
- 2022 -  Czas Pozytywistek au Musée Maria Konopnicka à Żarnowiec [21]
- 2022 - participation aux Journées d'Art C-ART à l'International Congress Center à Katowice et à la Hala Stulecia à Wrocław[22]
- 2023 - exposition internationale Body spaces et Visions au Palazzo Albrizzi-Capello à Venise[23]
- 2023 - exposition internationale à Rome à la Medina Art Gallery[24],[25]
- 2023 - exposition internationale Supernatural à Londres au The Line Contemporary Art Space [26]
- 2023 - exposition individuelle Flora botanica à l'ODSK PIAST à Wrocław[27].
- 2023 - exposition individuelle à la Artio Gallery à New York[28]